# Велика Куртяска
Вели́ка Куртя́ска — гора в масиві Свидовець (Українські Карпати). Розташована у північно-східній частині  Тячівського району Закарпатської області, на північний схід від села Красна.
Висота 1621,3 м (за іншими даними — 1626 м). Гора розташована на головному хребті Свидовецького масиву. Вершина незаліснена, схили стрімкі (особливо східний та північно-західний). Довкола вершини — розлогі полонини.
На схід розташована гора Темпа (1634 м), на північний схід — гора Мала Куртяска (1644,1 м). На північний захід від гори простягається мальовнича долина річка Яблуниці (ліва притока Брустурянки, басейн Тересви).
Через Велику Куртяску (північніше від вершини) проходить популярний туристичний маршрут «Вершинами Свидовця» — від селища Ясіня до селища Усть-Чорна (або у зворотному напрямку).